# Literatura española del Romanticismo

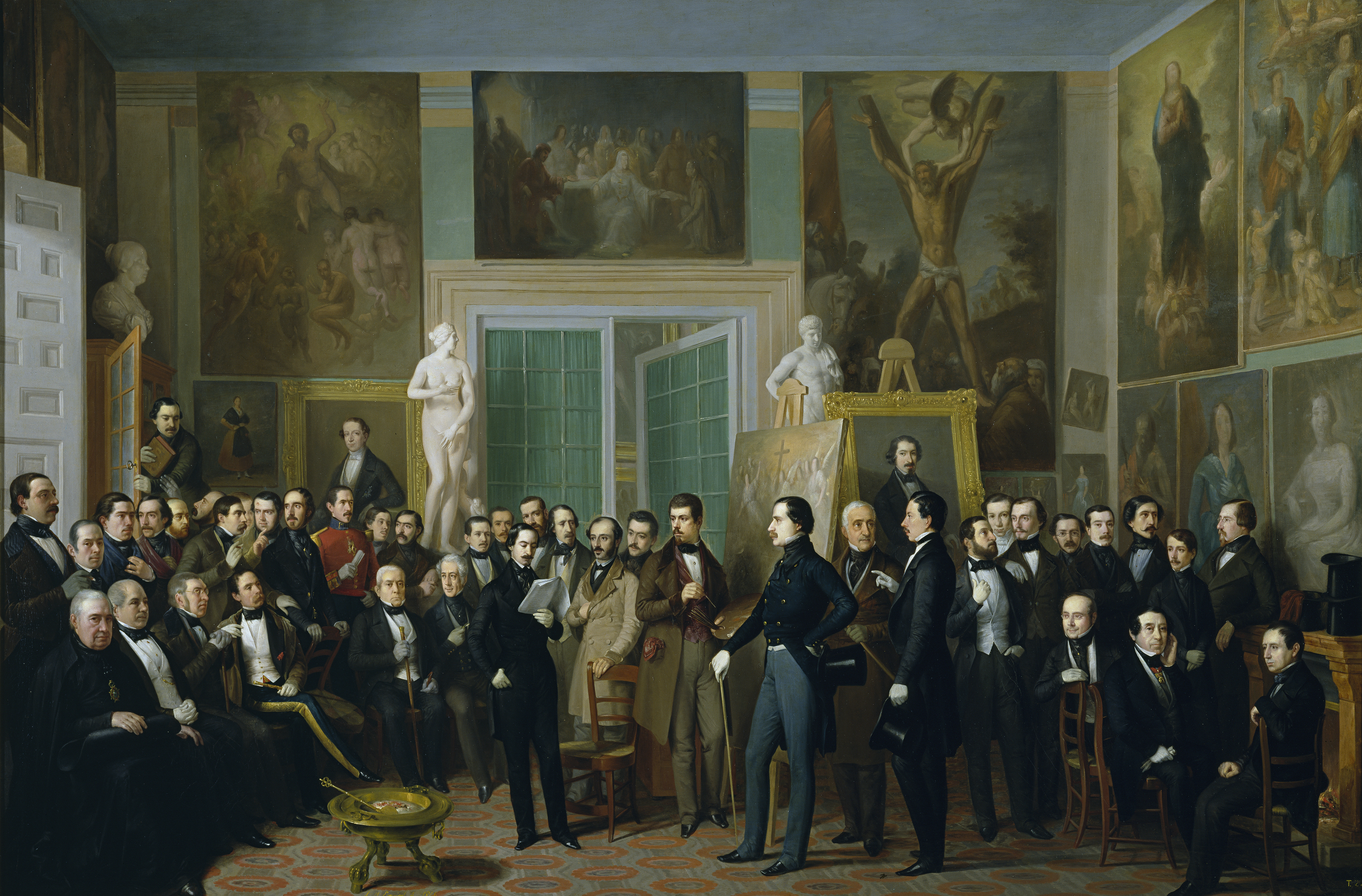
Los poetas contemporáneos (1846), de Antonio María Esquivel. En él retrató a numerosos literatos que constituyeron la pléyade del Romanticismo español, junto con políticos, pintores, músicos, actores e intelectuales. Aparecen Antonio Ferrer del Río (1814-1872), Juan Eugenio Hartzenbusch (1808-1880), Juan Nicasio Gallego (1777-1853), Antonio Gil y Zárate (1793-1861), Tomás Rodríguez Rubí (1817-1890), Isidoro Gil y Baus (1814-1866), Cayetano Rosell y López (1817-1883), Antonio Flores (1818-1866), Manuel Bretón de los Herreros (1796-1873), Francisco González Elipe, Patricio de la Escosura (1807-1878), José María Queipo de Llano, conde de Toreno (1786-1843), Antonio Ros de Olano (1808-1887), Joaquín Francisco Pacheco (1808-1865), Mariano Roca de Togores (1812-1889), Juan González de la Pezuela (1809-1906), Ángel de Saavedra, duque de Rivas (1791-1865), Gabino Tejado (1819-1891), Francisco Javier de Burgos (1778-1848), José Amador de los Ríos (1818-1878), Francisco Martínez de la Rosa (1787-1862), Luis Valladares y Garriga, Carlos García Doncel, José Zorrilla (1817-1893), José Güell y Renté (1818-1884), José Fernández de la Vega, Ventura de la Vega (1807-1865), Luis de Olona (1823-1863), Antonio María Esquivel, Julián Romea (1818-1863), Manuel José Quintana (1772-1857), José de Espronceda (1808-1842), José María Díaz (1813-1888), Ramón de Campoamor (1817-1901), Manuel Cañete (1822-1891), Pedro de Madrazo y Kuntz (1816-1898), Aureliano Fernández-Guerra (1816-1891), Ramón de Mesonero Romanos (1803-1882), Cándido Nocedal (1821-1885), Gregorio Romero Larrañaga (1814-1872), Bernardino Fernández de Velasco y Benavides, duque de Frías (1783-1851), Eusebio Asquerino (h.1822-1892), Manuel Juan Diana (1814-1881) y Agustín Durán (1793-1862).

El Romanticismo es un movimiento revolucionario en todos los ámbitos vitales que, en las artes, rompe con los esquemas establecidos en el Neoclasicismo, defendiendo la fantasía, la imaginación y las fuerzas irracionales del espíritu. El Neoclasicismo aún perdura en algunos autores, pero muchos, que se iniciaron en la postura neoclasicista de la época, se convirtieron ávidamente al Romanticismo, como el Duque de Rivas o José de Espronceda. Otros, sin embargo, fueron desde sus inicios románticos convencidos.
El origen del término «romanticismo» dista mucho de ser claro, además, la evolución del movimiento cambia según el país. En el siglo XVII aparece ya en Inglaterra con el significado de «irreal». Samuel Pepys (1633-1703) lo emplea en el sentido de "emocionante" y "amoroso". James Boswell (1740-1795) lo utiliza para describir el aspecto de Córcega. Romantic aparece como adjetivo genérico para expresar lo "pasional" y "emotivo". En Alemania, sin embargo, fue empleado por Johann Gottfried Herder como sinónimo de "medieval". El término romanhaft (novelesco) fue reemplazado por romantisch, con connotaciones más emotivas y pasionales. En Francia, Jean-Jacques Rousseau lo utiliza en una descripción del Lago de Ginebra. En 1798, el Diccionario de la Academia Francesa recoge el sentido natural y el sentido literario de romantique. En España hay que esperar hasta 1805 para dar con la expresión romancista. Durante los años 1814 y 1818, tras sucesivas polémicas, se usan, aún con indecisión, los términos de romanesco, romancesco, románico y romántico.
Los precursores del Romanticismo, que se extendió por Europa y América, son Rousseau (1712-1778) y el dramaturgo alemán Goethe (1749-1832). Bajo el influjo de estas figuras los románticos se encaminan a crear obras menos perfectas y menos regulares, pero más profundas e íntimas. Buscan entre el misterio e imponen los derechos del sentimiento. Su lema es la libertad en todos los aspectos de la vida.
El Romanticismo en España fue tardío y breve, más intenso, pues la segunda mitad del siglo XIX lo acapara el Realismo, de características antagónicas a la literatura romántica.

## Tendencias del Romanticismo

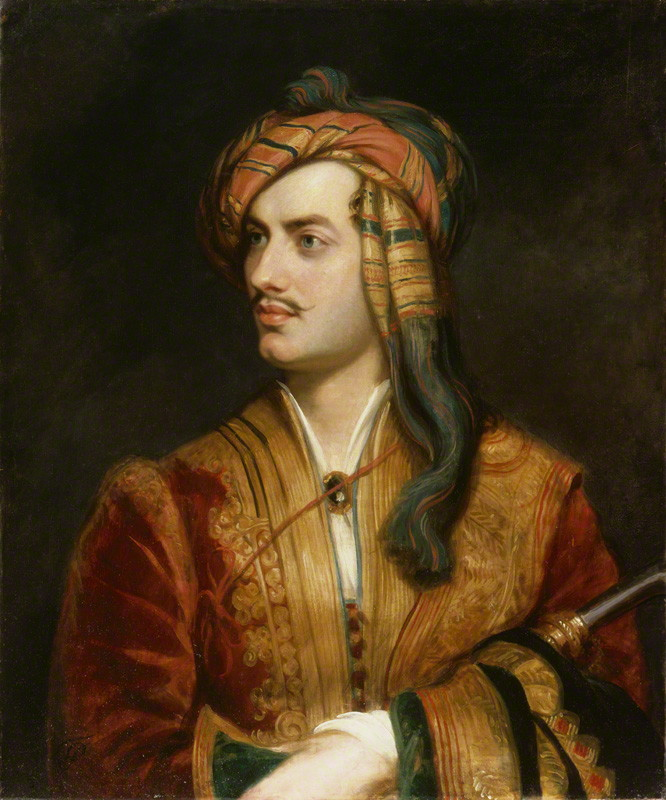
Lord Byron, retrato de Thomas Phillips, 1813 (National Portrait Gallery, Londres).

En España, el romanticismo es considerado complejo y confuso, con grandes contradicciones que comprenden desde la rebeldía y las ideas revolucionarias hasta el retorno a la tradición católico-monárquica.  Derek Flitter en su trabajo Teoría y crítica del romanticismo español (título original Spanish Romantic literary and criticism., 1.ª edic. 1992) insiste en el carácter conservador del romanticismo español. En este sentido, señala la enorme influencia en España  del romanticismo historicista alemán de Herder y los hermanos August y Friedrich Schlegel, importado por Böhl de Faber. Bajo el impacto de estas ideas románticas los escritores van a reivindicar la literatura del Siglo de Oro y del romancero como expresión de identidad nacional. Así, desde revistas como El Artista (1835), El Renacimiento (1847) o el Semanario Pintoresco (1847) se rechaza el clasicismo y se divulga una concepción organicista de la historia influida por Herder, con la defensa de la literatura cristiana. El romanticismo historicista se erige como monumento ideológico inscrito en el nacionalismo cultural español. De hecho, el ideario herderiano, recogido por los hermanos Schlegel y aplicado a la literatura, será más tarde incorporado a la estética krausista por Francisco Giner de los Ríos quien mostrará su rechazo por la estética neoclásica francesa y defenderá la tradición española en la Literatura. De este modo, los krausistas son sensibles a la influencia del romanticismo y recogen ideas regeneradoras ya presentes en la crítica romántica y literaria anterior.
Lo cierto es que España fue un tema romántico para los europeos de todas las tendencias ideológicas, más que en la propia literatura española, pero no por ello dejaban de utilizar sus propios parajes.
Respecto a la libertad  política, algunos la entendieron como una mera restauración de los valores ideológicos, patrióticos y religiosos que habían deseado suprimir los racionalistas del siglo XVIII. Exaltan, pues, el Cristianismo, el Trono y la Patria, como máximos valores. En esta vertiente de Romanticismo tradicional se incluyen Walter Scott, en Inglaterra, Chateaubriand en Francia, y el Duque de Rivas y José Zorrilla en España. Se basa en la ideología de la Restauración, que se origina tras la caída de Napoleón Bonaparte, y defiende los valores tradicionales representados por la Iglesia y el Estado. Por otro lado, otros románticos, como ciudadanos libres, combaten todo orden establecido, en religión, arte y política. Reclaman los derechos del individuo frente a la sociedad y a las leyes. Ellos representan el Romanticismo revolucionario o Romanticismo liberal y sus representantes más destacados son Lord Byron, en Inglaterra, Victor Hugo, en Francia y José de Espronceda, en España. Se apoya en tres pilares: la búsqueda y la justificación del conocimiento irracional que la razón negaba, la dialéctica hegeliana y el historicismo.

## Elcostumbrismo
El costumbrismo fija su atención en los hábitos contemporáneos, principalmente desde el punto de vista de las clases populares, y se expresa en un lenguaje purista y castizo. El principal autor costumbrista es Mesonero Romanos, situado al margen del Romanticismo y con una postura irónica ante él. El costumbrismo, generado en el seno del Romanticismo como un signo de melancolía por los valores y costumbres del pasado, contribuyó a la decadencia del movimiento romántico y al inicio del Realismo cuando se aburguesó y se convirtió en un método descriptivo.

## Marco histórico
El Romanticismo abarca la primera mitad del siglo XIX, que es una etapa de fuertes tensiones políticas. Los conservadores defienden sus privilegios, pero los liberales y progresistas luchan por suprimirlos. Se abre paso el laicismo y la masonería goza de gran influencia. El pensamiento católico tradicional se defiende frente a las nuevas ideas de los librepensadores y seguidores del filósofo alemán Karl Christian Friedrich Krause. La clase obrera desencadena movimientos de protesta de signo anarquista y socialista, con huelgas y atentados. Mientras en Europa se desarrolla fuertemente la industria y se enriquece culturalmente, España ofrece la imagen de un país poco adelantado y que cada vez está más alejado de Europa.

## Características del Romanticismo

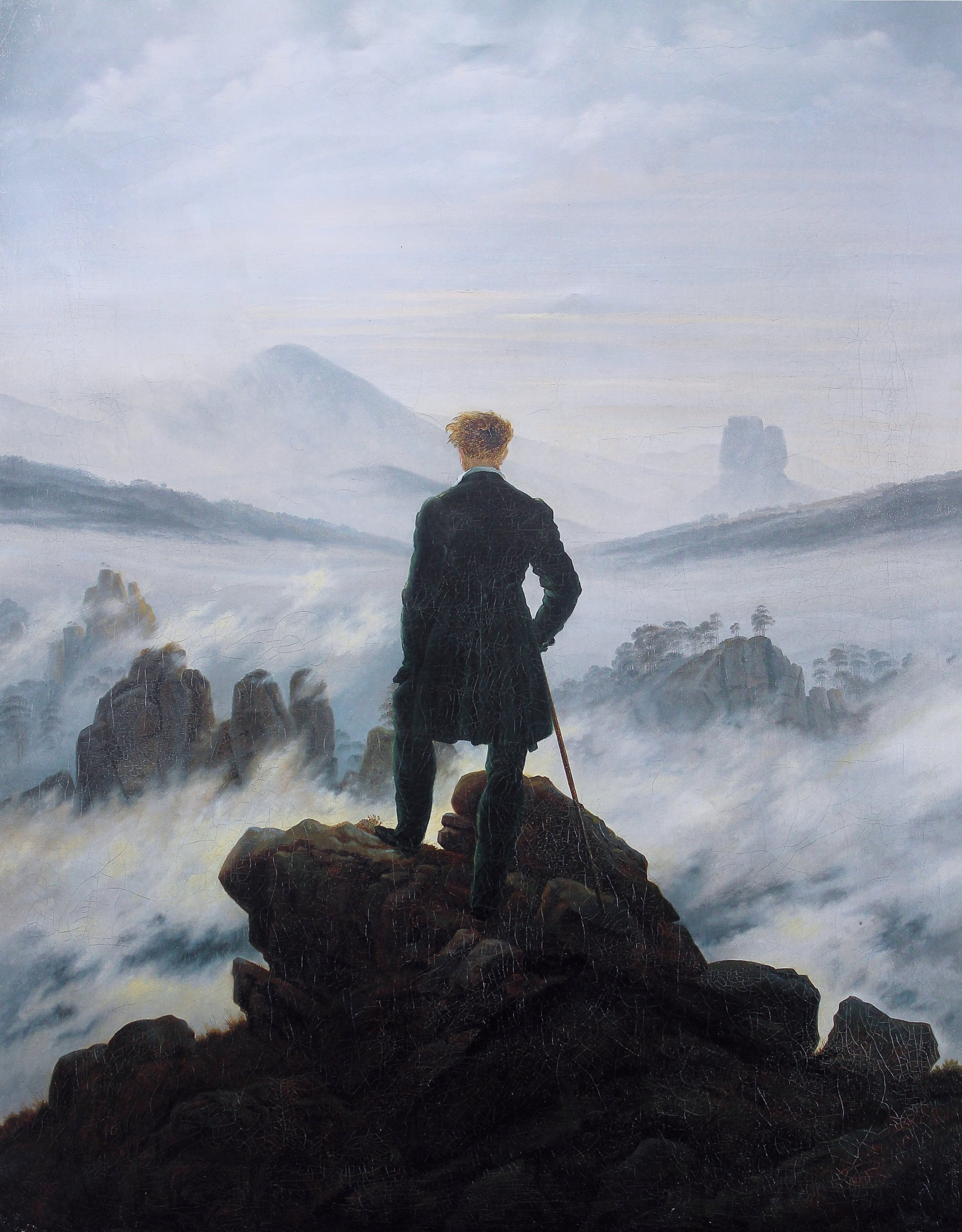
El caminante sobre el mar de nubes (c. 1817), de Caspar David Friedrich (Kunsthalle, Hamburgo)

- Rechazo al Neoclasicismo. Frente al escrupuloso rigor y orden con que, en el siglo XVIII, se observaron las reglas, los escritores románticos combinan los géneros y versos de distintas medidas, a veces mezclando el verso y la prosa; en el teatro se desprecia la regla de las tres unidades (lugar, espacio y tiempo) y alternan lo cómico con lo dramático.
- Subjetivismo. Sea cual sea el género de la obra, el alma exaltada del autor vierte en ella todos sus sentimientos de insatisfacción ante un mundo que limita y frena el vuelo de sus ansias tanto en el amor, como en la sociedad, el patriotismo, etc. Hacen que la naturaleza se fusione con su estado de ánimo y que se muestre melancólica, tétrica, misteriosa, oscura... a diferencia de los neoclásicos, que apenas mostraban interés por el paisaje. Los anhelos de amor apasionado, ansia de felicidad y posesión de lo infinito causan en el romántico una desazón, una inmensa decepción que en ocasiones les lleva al suicidio, como es el caso de Mariano José de Larra.
- Atracción por lo nocturno y misterioso. Los románticos sitúan sus sentimientos dolientes y defraudados en lugares misteriosos o melancólicos, como ruinas, bosques, cementerios... De la misma manera que sienten atracción hacia lo sobrenatural, aquello que escapa a cualquier lógica, como los milagros, apariciones, visiones de ultratumba, lo diabólico y brujeril...
- Fuga del mundo que los rodea. El rechazo de la sociedad burguesa en la que les ha tocado vivir, lleva al romántico a evadirse de sus circunstancias, imaginando épocas pasadas en las que sus ideales prevalecían sobre los demás o inspirándose en lo exótico. Frente a los neoclásicos, que admiraban la antigüedad grecolatina, los románticos prefieren la Edad Media y el Renacimiento. Como géneros más frecuentes, cultivan la novela, la leyenda y el drama histórico.

## Primeras manifestaciones
El Romanticismo penetra en España por Andalucía y por Cataluña (El Europeo):
- En Andalucía: El cónsul de Prusia en Cádiz, Juan Nicolás Böhl de Faber, padre de la novelista "Fernán Caballero" (seudónimo de Cecilia Böhl de Faber y Larrea), publicó entre 1818 y 1819 en el Diario Mercantil gaditano, una serie de artículos en los que defendía el teatro español del Siglo de Oro, tan atacado por los neoclasicistas. A él se enfrentaron José Joaquín de Mora y Antonio Alcalá Galiano, empleando para ello argumentos tradicionalistas, antiliberales y absolutistas. Las ideas de Böhl de Faber eran para ellos inaceptables (pues seguían aferrados a la Ilustración), pese a que representaban la modernidad literaria europea.
- En Cataluña: El Europeo fue una revista publicada en Barcelona entre 1823 y 1824 por dos redactores italianos, un inglés y los jóvenes catalanes Buenaventura Carlos Aribau y Ramón López Soler. Dicha publicación defendió el Romanticismo moderado y tradicionalista siguiendo el modelo de Böhl, negando totalmente los valores del neoclasicismo. En sus páginas, se hace por primera vez una exposición de la ideología romántica a través de un artículo de Luigi Monteggia titulado Romanticismo.

## La poesía

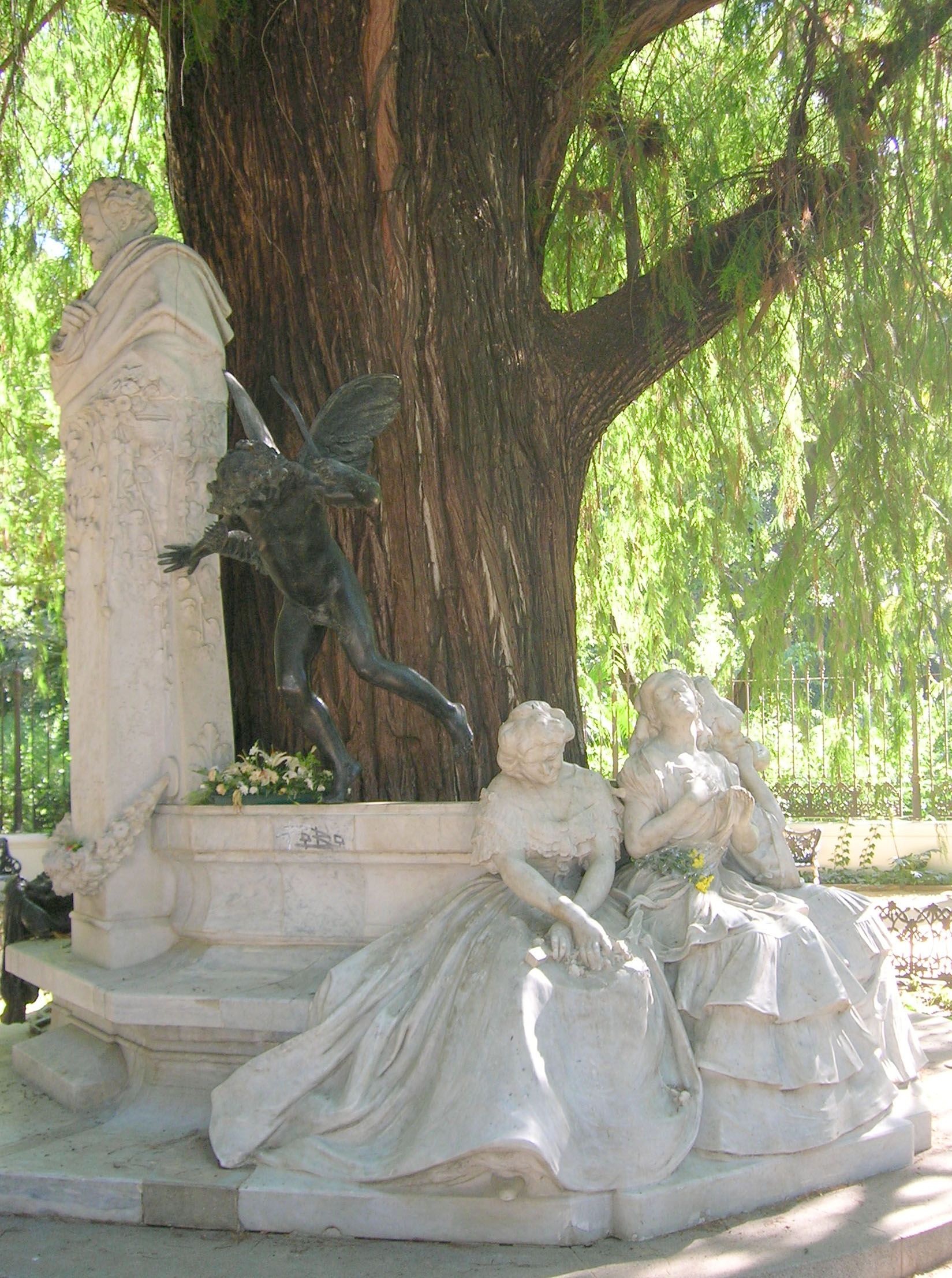
Escultura dedicada a Bécquer, en Sevilla

Los poetas románticos componen sus poemas en medio de un arrebato de sentimientos, plasmando en versos todo cuanto sienten o piensan. Según parte de la crítica literaria, en sus composiciones hay un lirismo de gran fuerza, sin embargo conviviendo con versos vulgares y prosaicos.
Varios son los temas de la lírica romántica:
- El Yo, la propia intimidad. Fue Espronceda, dejando en su Canto a Teresa una desgarradora confesión de amor y desengaño, quien con más acierto ha logrado poetizar sus sentimientos.
- El amor pasional, con entregas súbitas, totales, y rápidos abandonos. La exaltación y el hastío.
- Se inspiran en temas históricos y legendarios.
- La religión, aunque frecuentemente sea a través de la rebeldía con la consiguiente compasión y aun exaltación del diablo.
- Las reivindicaciones sociales (revalorización de los tipos marginales, como el mendigo).
- La naturaleza, que es mostrada en todas sus modalidades y variaciones. Suelen ambientar sus composiciones en lugares misteriosos, como cementerios, tormentas, el mar embravecido, etc.
- La sátira, frecuentemente ligada a sucesos políticos o literarios.

También es de señalar que el nuevo espíritu afectó a la versificación. Frente a la monótona repetición neoclásica de letrillas y canciones, se proclamó el derecho de utilizar todas las variaciones métricas existentes, de aclimatar las de otras lenguas y de innovar cuando fuera preciso. El romanticismo se adelanta aquí, como en otros aspectos, a las audacias modernistas de fin de siglo.

### José de Espronceda

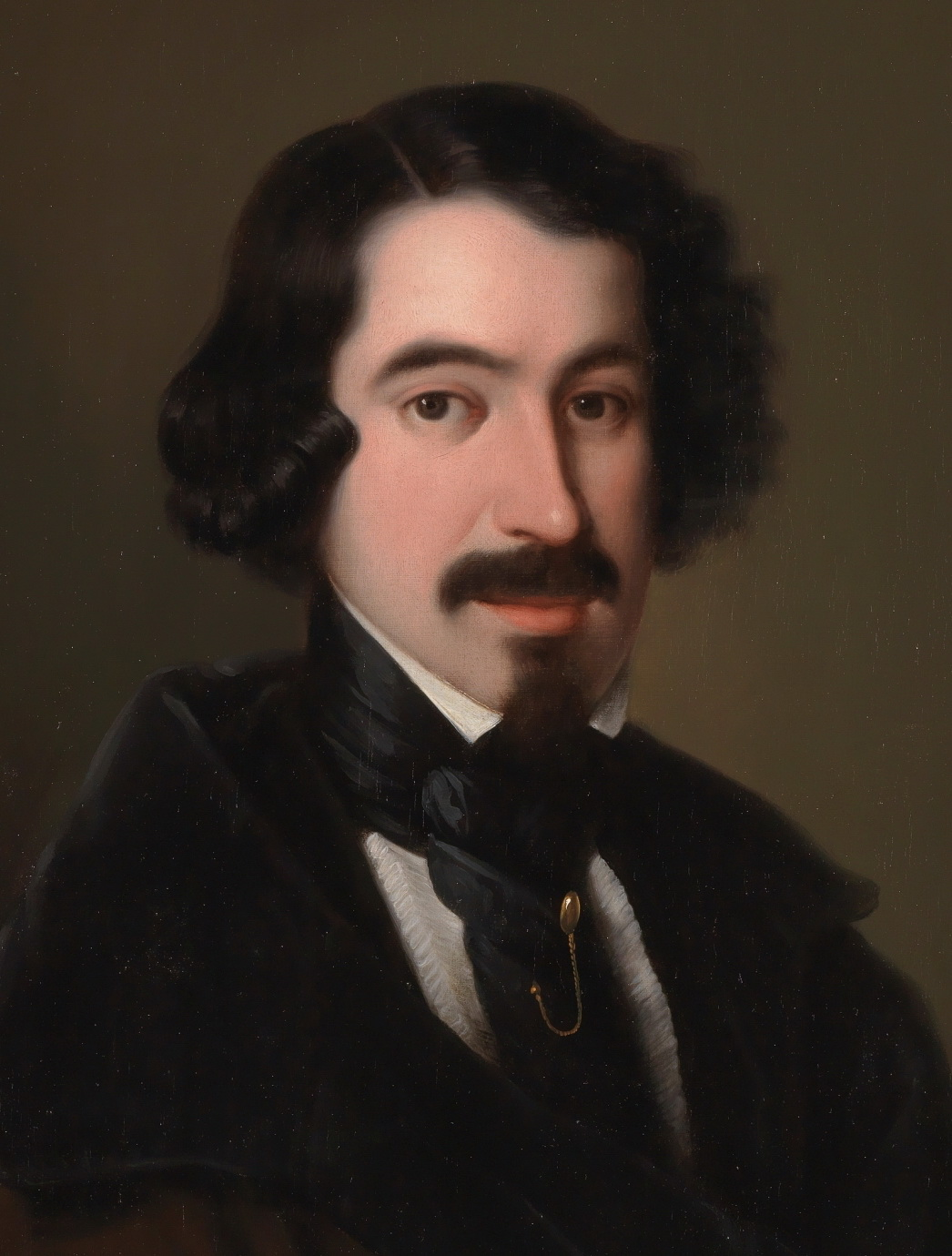
José de Espronceda

Nació en 1808, en Almendralejo, Badajoz. Fundó la sociedad secreta de Los numantinos, cuya finalidad era «derribar al gobierno absoluto» vengando así el ahorcamiento y posterior mancillamiento del cadáver de Rafael del Riego. Sufrió reclusión por ello. Huye a Lisboa a los dieciocho años y se une con los exiliados liberales. Allí conoce a Teresa Mancha, mujer con la que vivió en Londres. Tras una actuación política agitada, vuelve a España en 1833. Lleva una vida disipada, plagada de lances y aventuras, por lo que Teresa Mancha lo abandona en 1838. Estaba a punto de casarse con otra amada, cuando en 1842 fallece en Madrid.

Batallas, tempestades, amoríos,
por mar y tierra, lances, descripciones
de campos y ciudades, desafíos
y el desastre y furor de las pasiones,
goces, dichas, aciertos, desvaríos,
con algunas morales reflexiones
acerca de la vida y de la muerte,
de mi propia cosecha, que es mi fuerte.

Espronceda cultivó los principales géneros literarios, como la novela histórica, con Sancho Saldaña o El castellano de Cuéllar (1834), el poema épico, con El Pelayo, pero sus obras más importantes son las poéticas. Publicó Poesías en 1840 tras volver del exilio. Son una colección de poemas de carácter desigual que reúne poemas de juventud, de aire neoclásico, junto con otros del romanticismo más exaltado. Estos últimos son los más importantes, en los que engrandece a los tipos más marginales: «Canción del pirata», «El verdugo», «El mendigo», «Canto del cosaco». Las obras más importantes son El estudiante de Salamanca (1840) y El diablo mundo:
- El estudiante de Salamanca (1840): Es una composición que consta de unos dos mil versos de diferentes medidas. Narra los crímenes de don Félix de Montemar, cuya amada Elvira, al ser abandonada, muere de amor. Una noche, don Félix ve la aparición, la sigue por las calles y contempla su propio entierro. En la mansión de los muertos se desposa con el cadáver de Elvira, y muere.
- El diablo mundo: Esta obra quedó sin terminar. Consta de 8100 versos polimétricos, y pretendía ser una epopeya de la vida humana. El canto segundo (Canto a Teresa) ocupa buena parte del poema, y en él evoca su amor por Teresa y llora por su muerte.

### Otros poetas
Pese a la brevedad de la lírica romántica en España, también surgieron otros notables poetas que cabe destacar, como el barcelonés Juan Arolas (1805-1873), el gallego Nicomedes Pastor Díaz (1811-1863), Gertrudis Gómez de Avellaneda (1814-1873), Salvador Bermúdez de Castro (1817-1883) y Pablo Piferrer (1818-1848). Este último, pese a escribir solo en castellano, fue uno de los precursores del movimiento romántico en Cataluña.

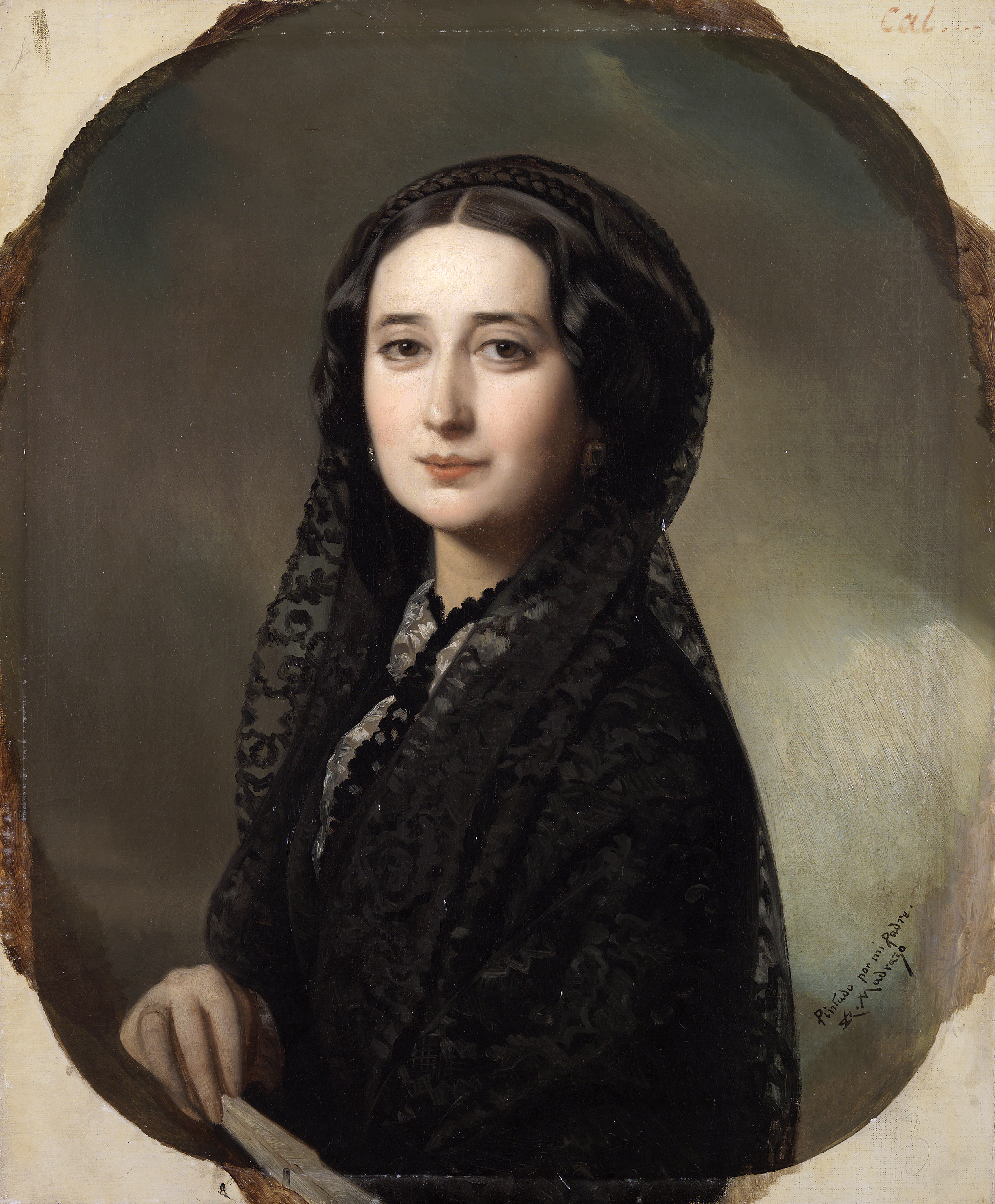
Carolina Coronado
Carolina Coronado (Almendralejo, 1823-Lisboa, 1911) pasó gran parte de su infancia en el campo extremeño y muy joven se manifestó como poeta. Casada con un diplomático estadounidense, vivió en varios países extranjeros. Las desgracias familiares le hicieron buscar la soledad y el retiro en Lisboa, donde murió en 1911. Su obra más importante es Poesías (1852).

## La prosa
Durante el Romanticismo hay un gran deseo de ficción literaria, de novela, en contacto con las aventuras y el misterio, sin embargo, la producción española es escasa, limitándose en ocasiones a traducir novelas extranjeras. Fueron más de mil traducciones las que circularon en España antes de 1850, pertenecientes a escritores como Alejandro Dumas, Chateaubriand, Walter Scott, Victor Hugo, etc., del género histórico, sentimental, galante, folletinescas... La prosa española se limita básicamente en la novela, la prosa científica o erudita, el periodismo y el cultivo intenso del costumbrismo.
En el primer cuarto de siglo se distinguen cuatro tipos de novelas: la novela moral y educativa, la novela sentimental, la novela de terror y la novela anticlerical. De todas ellas, la más puramente romántica es la de tipo anticlerical. Sin embargo, la influencia romántica se plasmará, principalmente, en la novela histórica.

### La novela histórica

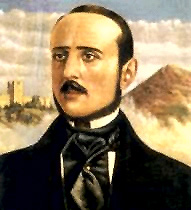
Enrique Gil y Carrasco

La novela histórica se desarrolla a imitación de Walter Scott, cuya obra más representativa es Ivanhoe. Sigue dos tendencias: la liberal y la moderada. Dentro de la tendencia liberal existe una corriente anticlerical y otra populista. Por otro lado, la tendencia moderada desemboca, en ocasiones, en novelas de exaltación tradicional y católico. Los autores españoles más destacados son:
- Enrique Gil y Carrasco (Villafranca del Bierzo, 1815-Berlín 1846). Abogado y diplomático, fue el autor de El señor de Bembibre, la mejor de las novelas históricas españolas influenciada por la obra de Walter Scott.[5]
- Antonio Trueba (1821-1889) escribió una serie de leyendas y relatos, en especial los cuentos que tienen por escenarios Castilla o el País Vasco. Es célebre por haber escrito la novela histórica Paloma y halcones (1865).
- Francisco Navarro Villoslada (1818-1895), que escribe una serie de novelas históricas cuando el género romántico está en declive y comienza el auge del Realismo. Sus novelas están inspiradas en tradiciones vascas, ambientadas en la época medieval. Su obra más famosa es Amaya, o los vascos en el siglo VIII, en ella, los vascos y los visigodos se alían para luchar contra la invasión de los musulmanes.
- Otros autores que destacaron por su aportación al género histórico fueron Mariano José de Larra (El doncel de don Enrique el doliente), Serafín Estébanez Calderón (Cristianos y moriscos) y Francisco Martínez de la Rosa (Doña Isabel de Solís, reyna de Granada).

### La prosa científica
La mayoría de estas obras nacieron de las discusiones que hubo en la asamblea impulsora de la Constitución de Cádiz. Los autores más representativos son Juan Donoso Cortés (1809-1853) y Jaime Balmes Urpía (1810-1848):
- Juan Donoso Cortés procede de la corriente liberal, aunque más tarde acabó defendiendo las concepciones católicas y autoritarias. Su obra más importante es el Ensayo sobre el catolicismo, el liberalismo y el socialismo, publicada en 1851. Su estilo es de tono solemne y efectista y suscitó vivas polémicas.

- Jaime Balmes Urpía, sin embargo, se sitúa dentro del sector conservador y católico. De su amplia obra, cabe destacar El protestantismo comparado con el catolicismo en sus relaciones con la civilización europea (1842) y El criterio (1845).

### El cuadro de costumbres

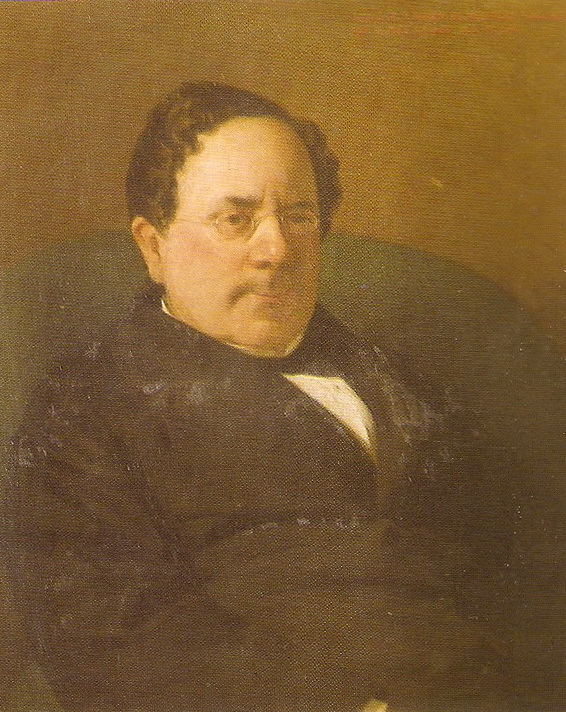
Mesonero Romanos.

Durante los años 1820 y 1870, se desarrolla en España la literatura costumbrista, que se manifiesta en el llamado cuadro de costumbres, un artículo en prosa de poca extensión. Estos cuadros de costumbres prescinden de todo argumento o lo reducen a un esbozo, describiendo el modo de vida de la época, una costumbre popular o un estereotipo de persona. En muchos casos (como los artículos de Larra) contienen un alto contenido satírico.
El costumbrismo surge por el deseo romántico de resaltar lo diferente y peculiar, inducido por la afición francesa a dicho género. Se publicaron miles de artículos costumbristas, además limitó el desarrollo de la novela en España, puesto que en este género predominaban la narración y los caracteres individuales, mientras que en el cuadro de costumbres se limitan a describir a sus personajes como genéricos (torero, castañera, aguador, etc.). Se escribieron grandes compilaciones colectivas de artículos de este género, como Los españoles pintados por sí mismos (Madrid: Ignacio Boix, 1843-1844 2 vols., reimpresos en uno solo en 1851).
Destacaron en él el madrileño Ramón Mesonero Romanos y el andaluz Serafín Estébanez Calderón.
Ramón de Mesonero Romanos, El curioso parlante'
Mesonero Romanos nació y murió en Madrid (1803-1882). Perteneció a la Academia Española y fue un pacífico burgués. Su pensamiento era antirromántico y fue en gran observador de la vida que le rodeaba. Fue famoso bajo el pseudónimo de El curioso parlante.
Su principal producción literaria está dedicada al costumbrismo, no obstante, escribió el romanticismo Memorias de un setentón, una alusión a las personas y sucesos que conoció entre 1808 y 1850. Reunió sus cuadros de costumbres en los volúmenes Panorama matritense y Escenas matritenses.
Serafín Estébanez Calderón, El solitario
Nació en Málaga (1799) y murió en Madrid (1867). Estuvo al frente de altos cargos políticos. De tendencia conservadora, en su juventud fue liberal. Publicó diversas poesías y una novela histórica, Cristianos y moriscos, aunque su obra más famosa es el conjunto de cuadros de costumbres Escenas andaluzas (1848), con cuadros como El bolero, La feria de Mairena, Un baile en Triana, Los Filósofos del figón...

### El periodismo: Mariano José de Larra

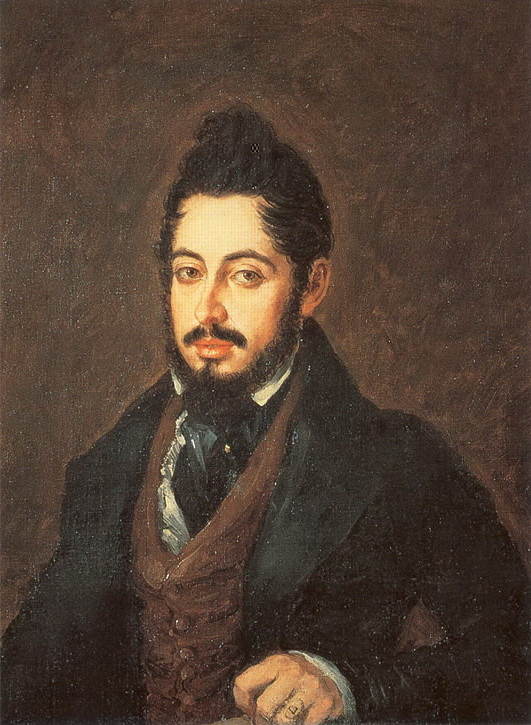
Mariano José de Larra (c. 1835), de José Gutiérrez de la Vega. (Museo Nacional del Romanticismo, Madrid).

A lo largo del convulso siglo XIX el papel del periódico es decisivo. La revista barcelonesa El Europeo (1823-1824) pública artículos sobre el romanticismo y, a través de ella, se conocen en España los nombres de Byron, Schiller y Walter Scott. Pero la prensa también fue un arma para la lucha política. En este sentido, hemos de destacar la prensa político-satírica del Trienio Liberal (El Zurriago, La Manopla), donde no solo aparecen temas sociales, sino también esbozos costumbristas que son claros precedentes de la producción de Larra.
Tras la muerte de Fernando VII en 1833, se producen importantes cambios en el periodismo. Los emigrados tras la reacción absolutista de 1823 regresan y junto con la nueva generación (la de José de Espronceda y Larra) van a marcar el estilo de la época, pues han aprendido en los años de exilio de las muchísimo más avanzadas prensas inglesas y francesas.
En 1836, el francés Girardin va a iniciar en su periódico La Presse una costumbre llamada a tener un éxito fulminante y duradero: la de publicar novelas por entregas. La prensa española, siempre con la vista puesta en la del país vecino, va a copiar la iniciativa enseguida; sin embargo, su época de mayor auge en España será entre 1845 y 1855.
Mariano José de Larra, El pobrecito hablador
Mariano José de Larra (Madrid, 1809-id., 1837), hijo de un exiliado liberal, pronto conquistó la fama como articulista. Su carácter lo hizo poco agradable. Mesonero Romanos, su amigo, habla de "su innata mordacidad, que tan pocas simpatías le acarreaba". A los veinte años contrajo matrimonio, que fracasó. En pleno éxito como escritor, a los veintiocho años de edad, Larra se suicidó con un disparo en la cabeza, al parecer, por una mujer con quien mantenía amores ilícitos.
Aunque Larra es famoso por su obra periodística, también cultivó otros géneros, como la poesía, de cortes neoclásicos y de tipo satírico (Sátira contra los vicios de la corte); el teatro, con la tragedia histórica de Macías; y por último, la novela histórica, con El doncel de don Enrique el Doliente, sobre un trovador gallego a quien dio muerte un marido cegado por los celos.
Artículos periodísticos de Larra
Larra escribió más de doscientos artículos, bajo la firma de diversos pseudónimos: Andrés Niporesas, El pobrecito hablador y sobre todo, Fígaro. Sus trabajos pueden dividirse en tres grupos: de costumbres, literarios y políticos.
- En los artículos costumbristas, Larra satiriza la forma de vida española. Siente gran pena por su patria imperfecta. Destacan Vuelva usted mañana (Sátira de las oficinas públicas), Corridas de toros, Casarse pronto y mal (con tintes autobiográficos) y El castellano grosero (contra la grosería del campesinado).
- Su educación afrancesada le impidió despegarse por completo de los gustos neoclásicos, y ello se ve reflejado en sus artículos literarios, donde realizaba críticas sobre las obras románticas de su época.
- En sus artículos políticos se ve claramente reflejada su educación liberal y progresista, con artículos hostiles al absolutismo, al tradicionalismo y al carlismo. En algunos de ellos, Larra descarga su exaltación revolucionaria, como en esta que dice "Asesinatos por asesinatos, ya que los ha de haber, estoy por los del pueblo".

## El teatro
El teatro neoclásico no logró calar en los gustos de los españoles. A comienzos del siglo XIX seguían aplaudiéndose las obras del Siglo de Oro. Estas obras eran despreciadas por los neoclásicos por no sujetarse a la regla de las tres unidades (acción, lugar y tiempo) y mezclar lo cómico con lo dramático. Sin embargo aquellas obras atraían fuera de España, precisamente por no sujetarse al ideal que defendían los neoclásicos.

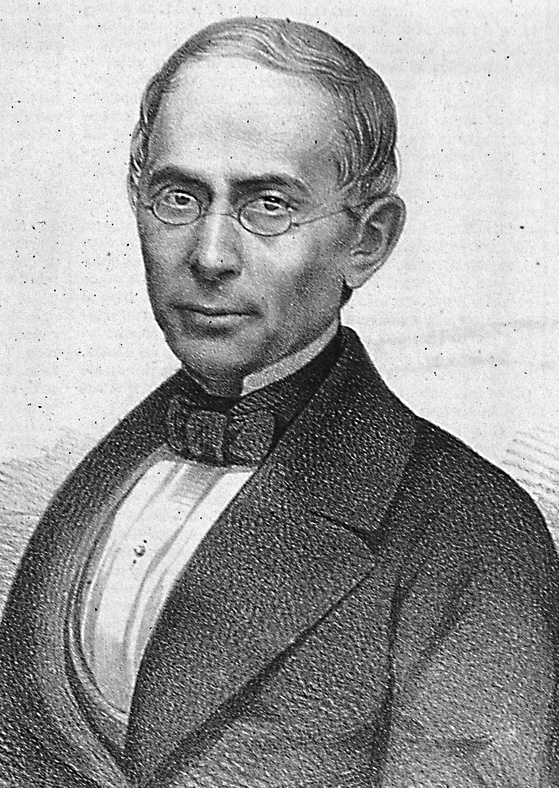
Juan Eugenio de Hartzenbusch, autor de Los amantes de Teruel.

El Romanticismo triunfa en el teatro español con La conjuración de Venecia (1830), de Francisco Martínez de la Rosa; El Trovador, de Antonio García Gutiérrez; Los amantes de Teruel, de Juan Eugenio Hartzenbusch; pero el año clave es 1835, cuando se estrena Don Álvaro o la fuerza del sino, del Duque de Rivas (1791-1865).
Lo más cultivado es el drama. Todas las obras contienen elementos líricos, dramáticos y novelescos. Impera en el teatro la libertad en todos los aspectos:
- Estructura: La regla de las tres unidades, impuesta en la Ilustración desaparece. Los dramas, por ejemplo, suelen tener cinco actos en verso, o en prosa y en verso mezclados, con métrica variada. Si en las obras neoclásicas las acotaciones escénicas no se aceptaban, esto no sucede durante el Romanticismo, pues las acotaciones son abundantes. El monólogo cobra nuevamente fuerza, por ser el mejor medio para expresar las luchas internas de los personajes.
- Escenarios: La acción teatral gana dinamismo al utilizarse variedad de lugares en una misma representación. Los autores basan sus obras en lugares típicos del romanticismo, como cementerios, ruinas, paisajes solitarios, prisiones, etc. La naturaleza se muestra acorde con los sentimientos y estados de ánimo de los personajes.
- Temática: El teatro romántico prefiere los temas legendarios, aventureros, caballerescos o histórico-nacionales, con el amor y la libertad como estandarte. Abundan las escenas nocturnas, los desafíos, personajes encubiertos y misteriosos, suicidios, muestras de gallardía o de cinismo. Los acontecimientos se suceden de forma vertiginosa. En cuanto al fondo de las obras, no aspira a aleccionar, como pretendían los neoclásicos en sus obras, sino a conmover.
- Personajes: El número de personajes aumenta en las obras. El héroe masculino suele ser misterioso y valiente. La heroína es inocente y fiel, con una pasión intensa. Pero ambos están marcados por un destino fatal. La muerte es la liberación. Se da más importancia al dinamismo de las acciones que al análisis de la psicología de los personajes.

### Ángel de Saavedra, duque de Rivas

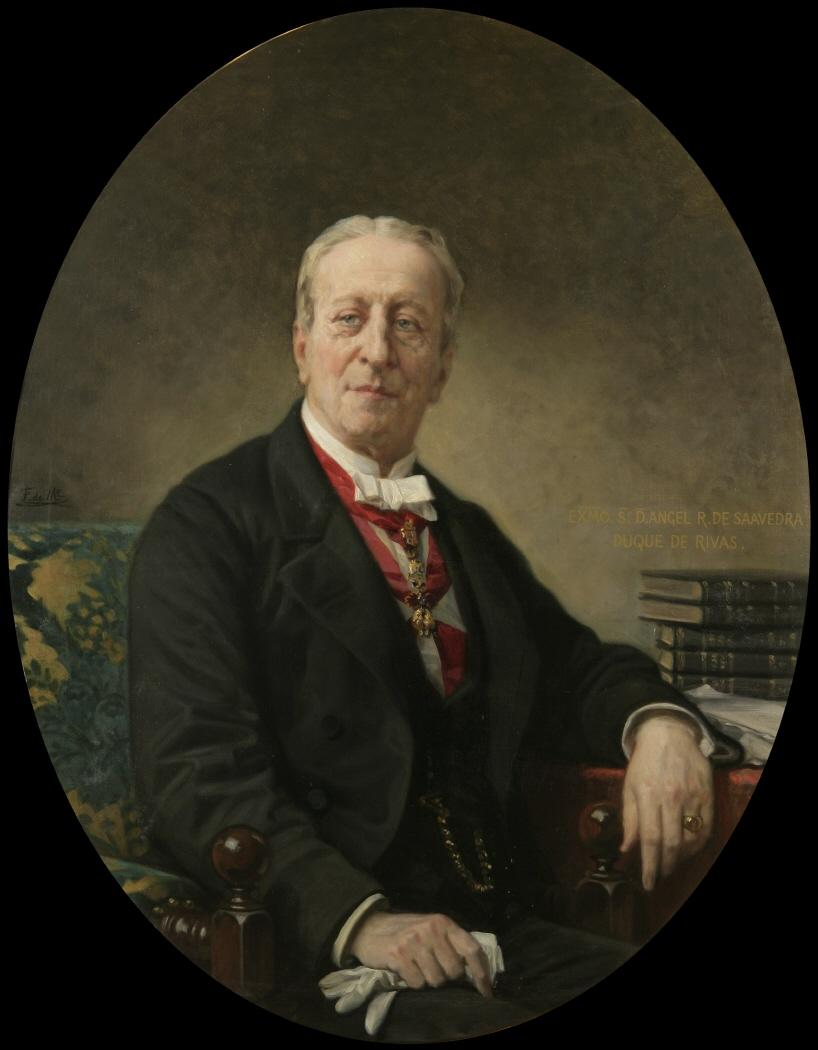
Ángel de Saavedra, duque de Rivas

Ángel de Saavedra y Ramírez de Baquedano (Córdoba, 1791-Madrid, 1865). Luchó contra la invasión francesa y, en política, actuó como progresista exaltado. Por ello fue condenado a muerte, aunque consiguió escapar.
En Malta conoció a un crítico inglés, que le hizo valorar el teatro clásico y lo convirtió al Romanticismo. Vivió en Francia durante su destierro, y regresó a España diez años más tarde, en 1834. Si, cuando salió de España, Ángel de Saavedra se consideraba como un neoclásico liberal, cuando regresó a España ya era romántico y liberal moderado.
Desempeñó importantes cargos públicos. Como la mayoría de los escritores de su época, comenzó adoptando la estética neoclásica en el género lírico (Poesías, 1874) y el género dramático (Lanuza, 1822). Su incorporación al Romanticismo fue progresiva y puede apreciarse en poemas como El desterrado. En Romances históricos hace plena su conversión.
La fama de Rivas se funda en Leyendas, pero sobre todo en Don Álvaro o la fuerza del sino, el cual se estrenó en el Teatro del Príncipe (actual Teatro Español) de Madrid en 1835, ante unos mil trescientos asistentes, que presenciaron el primer drama romántico español, con tantas novedades como la combinación de la prosa y el verso.

### José Zorrilla

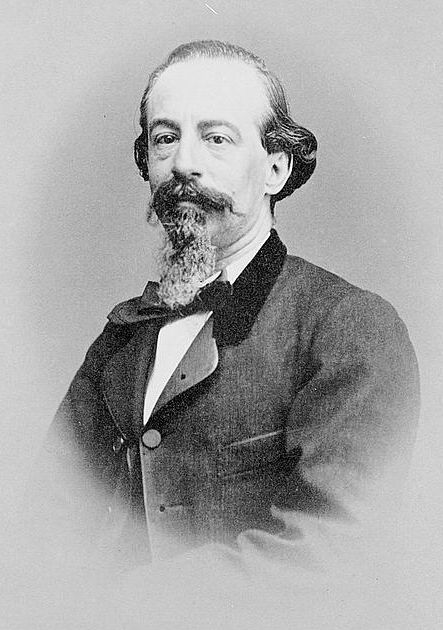
José Zorrilla

Nació en Valladolid, 1817 y murió en Madrid, en 1893. Inició su carrera literaria leyendo unos versos en el entierro de Larra, con los que ganó gran fama. Contrajo matrimonio con una viuda dieciséis años mayor que él, pero fracasó y, huyendo de ella, marcha a Francia y después a México en 1855, donde el emperador Maximiliano lo nombró director del Teatro Nacional. Al regresar a España en 1866 fue acogido con entusiasmo. Volvió a casarse y, con constantes penurias monetarias, no tuvo más remedio que malvender sus obras, como Don Juan Tenorio. Las Cortes le otorgaron una pensión en 1886.
Obra
La trayectoria literaria de Zorrilla es prolífica. Su poesía alcanza el cenit con Leyendas, que son pequeños dramas contados como narraciones en verso. Las más importantes de sus leyendas son Margarita la Tornera y A buen juez, mejor testigo.
Sin embargo, su reconocimiento se debe más a sus obras dramáticas. De sus dramas destacan El zapatero y el rey, sobre la muerte del rey don Pedro; Traidor, inconfeso y mártir, acerca del famoso pastelero de Madrigal, que se hizo pasar por don Sebastián, rey de Portugal; Don Juan Tenorio (1844), la más famosa de sus obras, se representa como una tradición en muchas ciudades de España a principios de noviembre. Trata el tema del célebre burlador de Sevilla y El Convidado de Piedra, escritos antes por Tirso de Molina (siglo XVII) y por otros autores nacionales y extranjeros.

### Otros autores

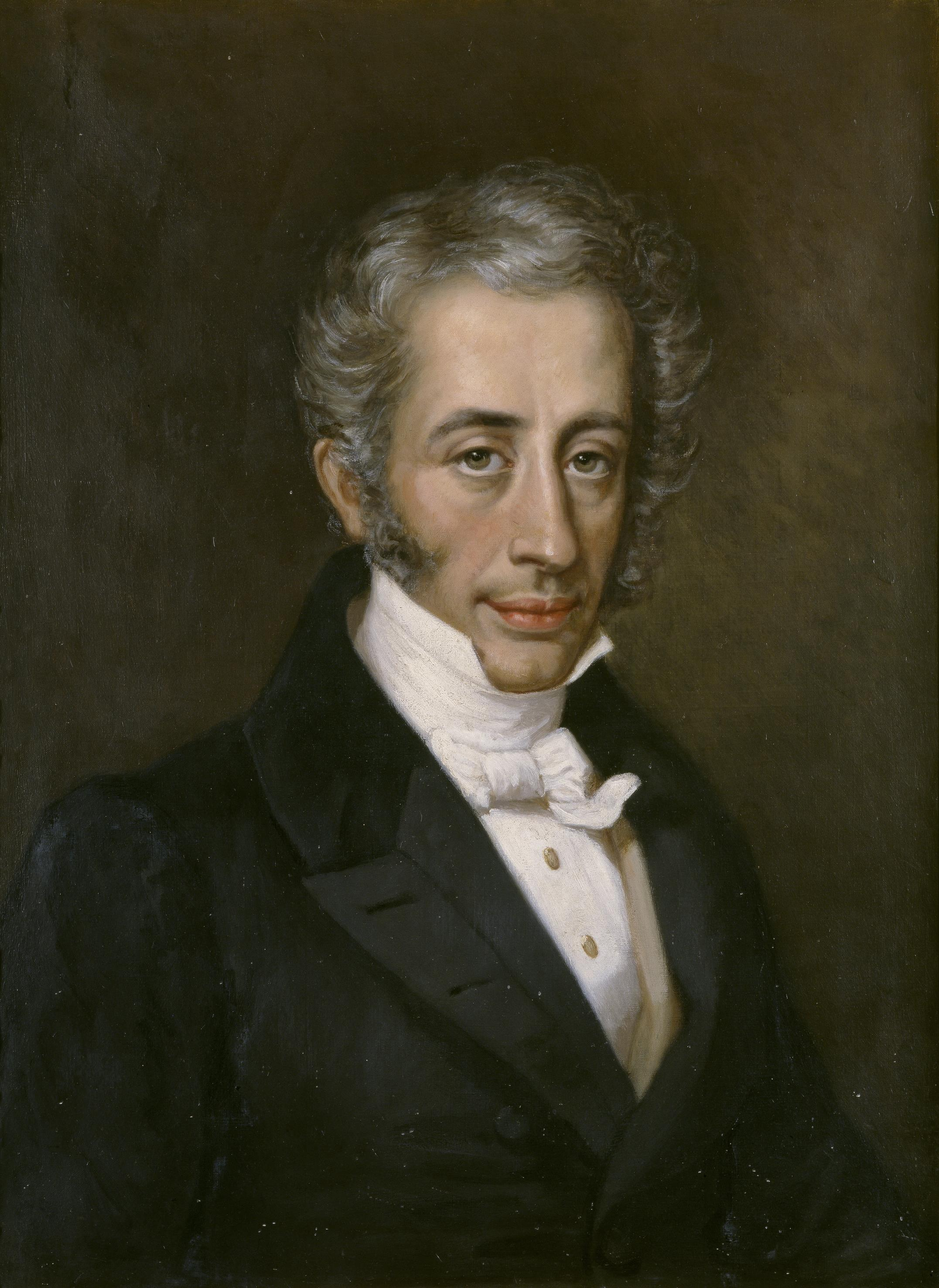
Martínez de la Rosa

Francisco Martínez de la Rosa, escritor de transición
Martínez de la Rosa (1787-1862), nació en Granada. Como político intervino fervientemente en las Cortes de Cádiz. Por sus ideales liberales, sufrió pena de prisión. Emigró a Francia y al regresar a España es nombrado jefe del Gobierno en 1833. Su política de «justo medio» fracasó entre los extremismos de la izquierda y de la derecha. Sus contemporáneos le apodaron "Rosita la pastelera", aunque hubiese padecido cárcel, destierro y atentados en su lucha por la ansiada libertad.
Sus primeras obras están impregnadas de neoclasicismo, como La niña en casa y la madre en la máscara. Más tarde, al practicar el «justo medio», adoptando la nueva estética latente, escribió sus obras más importantes: Aben Humeya y La conjuración de Venecia.
Antonio García Gutiérrez
Nació en Chiclana de la Frontera, Cádiz, en 1813 y murió en Madrid, en 1884. De familia artesana, se dedicó a las letras y, escaso de recursos, se alistó en el ejército. En 1836 estrenó El trovador, obra que entusiasmó al público, pues le obligó a saludar desde el escenario, inaugurando en España una costumbre vigente en Francia. Gracias a sus éxitos pudo salir de la penuria económica con la que vivía. Al estallar la "Gloriosa", se unió a los revolucionarios, con un himno contra los Borbones que obtuvo una gran popularidad.
Juan Eugenio Hartzenbusch

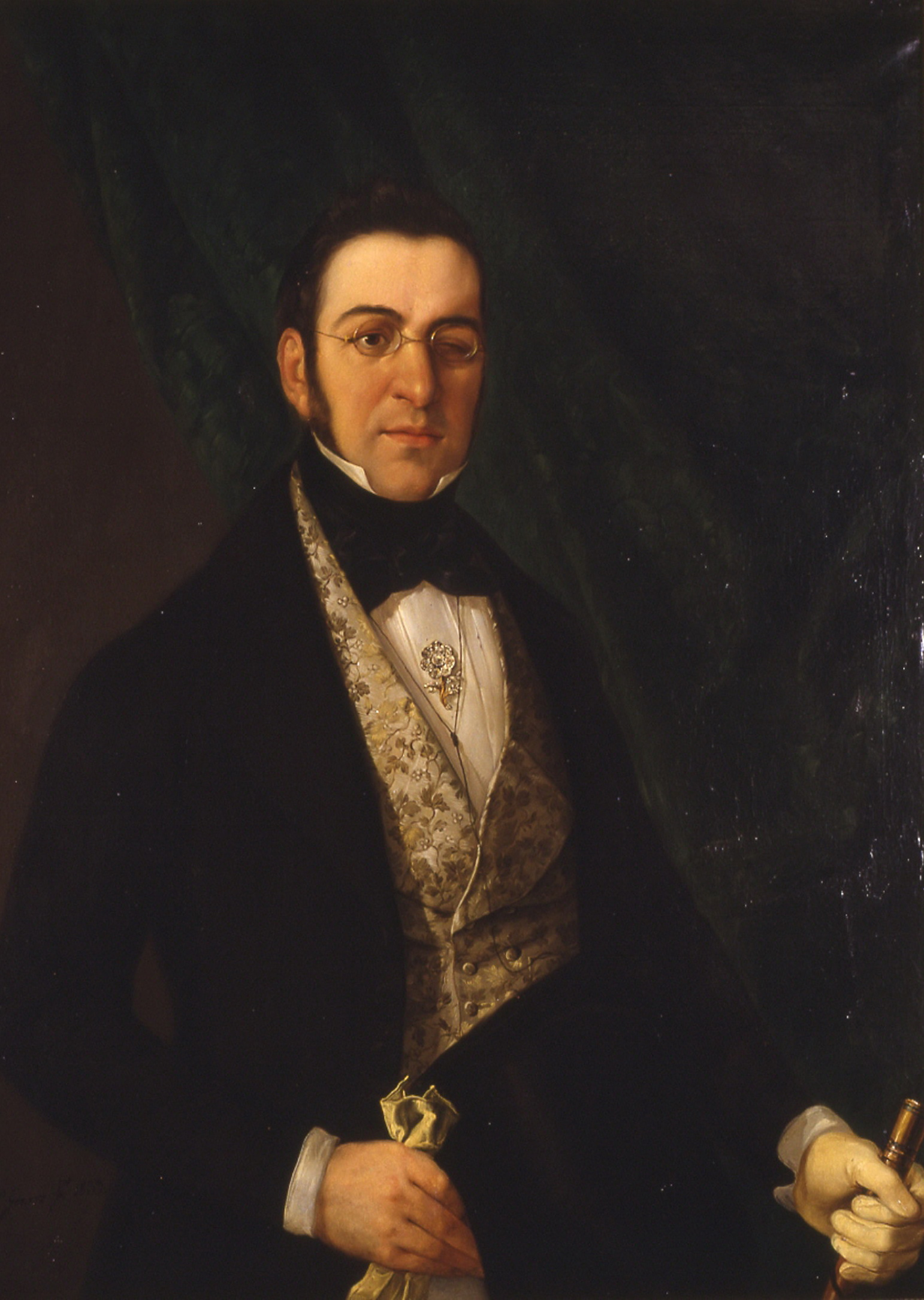
Bretón de los Herreros.

Nació y murió en Madrid (1806-1880). Hijo de un ebanista alemán y de madre andaluza, en principio se dedicó a la profesión paterna, más consagrado al teatro, obtuvo un rotundo éxito con su obra más famosa, Los amantes de Teruel (1837). Continuó publicando cuentos, poemas y artículos de costumbre.
Manuel Bretón de los Herreros
Nació en Quel, La Rioja, en 1796 y murió en Madrid, en 1873. Comenzó sus andanzas literarias muy joven, con obras como A la vejez viruelas, Muérete y verás y El pelo de la dehesa'. Satirizó el Romanticismo, aunque algunos rasgos se filtran en algunas comedias, como Muérete y verás.

## Romanticismo tardío (Posromanticismo)
Durante la segunda mitad del siglo XIX, los anteriores gustos por lo histórico y legendario pasan a un segundo plano y la poesía pasa a ser más sentimental e intimista. Ello viene condicionado por las influencias de la poesía alemana y el nuevo interés que suscita la poesía popular española. La escuela posromántica deja de lado las demás escuelas europeas, a excepción del influjo que ejerce la obra del poeta alemán Heinrich Heine.
La poesía, al contrario de la novela y el teatro, continúa siendo romántica (la novela y el teatro seguirá la tendencia realista). En la poesía la forma pierde parte de su interés para centrar su atención a lo emotivo que puede poseer el poema. Lo narrativo decae en favor de lo lírico. La poesía es más personal e intimista. Se reduce la retórica y se aumenta el lirismo, con el amor y la pasión por el mundo por lo bello como temas principales. Se buscan nuevas formas métricas y nuevos ritmos. La homogeneidad de la que gozaba el Romanticismo se transforma en pluralidad en las ideas poéticas. La poesía posromántica, pues, representa la transición entre el Romanticismo y el Realismo.
Los poetas más representativos de este periodo son Gustavo Adolfo Bécquer, Augusto Ferrán y Rosalía de Castro. Ya no triunfan en aquella sociedad de la Restauración, utilitaria y poco idealista, pues se admiraban más los escritores que trataban temas de la sociedad contemporánea, como Ramón de Campoamor y Gaspar Núñez de Arce, aunque hoy en día no tengan demasiada relevancia crítica.

### Gustavo Adolfo Bécquer

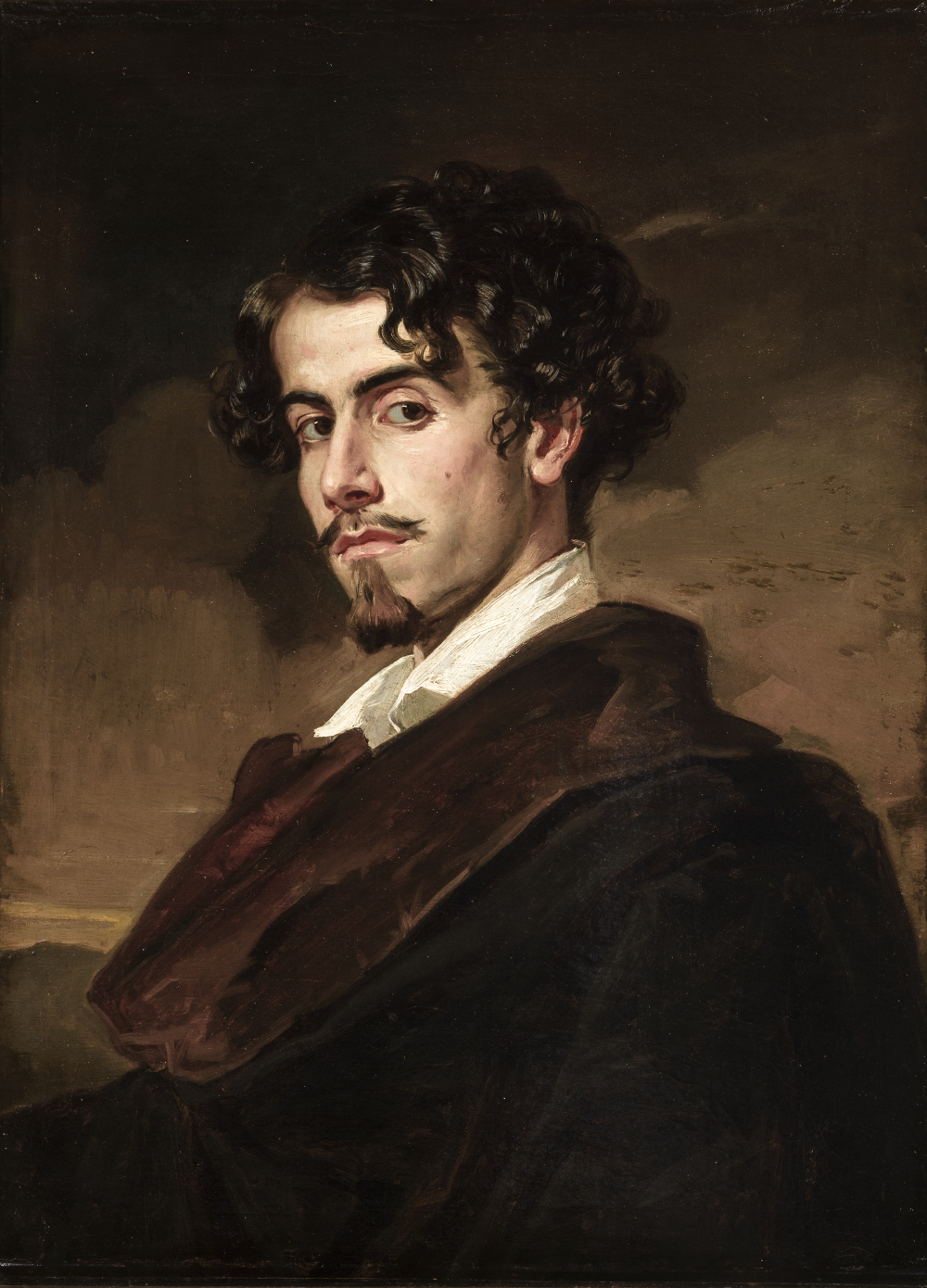
Gustavo Adolfo Bécquer

Nació en Sevilla en 1836. Aunque sus apellidos son Domínguez Bastida, firmó con el segundo apellido de su padre, descendiente de alemanes. Quedó a temprana edad huérfano y tuvo el deseo frustrado de estudiar Náutica, aunque más tarde hallaría su verdadera vocación, la de escritor. A los 18 años se trasladó a Madrid, donde intentó alcanzar el éxito literario y pasaría penurias. A los 21 años contrajo la enfermedad de la tuberculosis, que más tarde le llevaría a la tumba. Se enamoró fervientemente de Elisa Guillén, quien le correspondió, aunque rompieron pronto, con un gran pesar en el poeta. En 1861 se casa con Casta Esteban y ejerce de periodista con una actitud política conservadora. Más tarde obtiene 500 pesetas mensuales (cantidad importante para la época) como censor de novelas, pero lo pierde en la revolución de septiembre de 1868. Se separa de su esposa, cuya fidelidad no es completa. Comienza a llevar una vida de desilusión y bohemia, y viste con desaseo. En 1870 muere su hermano Valeriano, compañero inseparable del poeta. Gustavo Adolfo se reconcilia con Casta pocos meses antes de su muerte en Madrid, en 1870. Su fallecimiento pasó casi inadvertido y sus restos fueron enterrados, junto a los de su hermano, en Sevilla.
Prosa
Su obra en prosa consta de Leyendas (1858-1864), veintiocho historias, en las que, según el ideal romántico, predominan el misterio y el más allá. Además, también escribió Cartas desde mi celda, un conjunto de crónicas compuestas durante su estancia en el monasterio de Veruela.
Poesía: Las Rimas
Los poemas que Bécquer compuso a lo largo de su vida fueron reunidos y publicados póstumamente en Rimas (1871), una recopilación de poemas breves (96 en las ediciones más modernas), de dos, tres o cuatro estrofas (salvo raras excepciones), generalmente asonantadas, con combinaciones de versos libres.

### Rosalía de Castro
Nació en Santiago de Compostela, en 1837, y murió en Iria Flavia, término municipal de Padrón, en 1885. Fue hija de padres que no estaban casados, hecho que le provocó una amargura incurable. Se trasladó a Madrid, donde conoció al historiador gallego Manuel Murguía, con quien contrajo matrimonio. Viven en diversos lugares de Castilla, pero Rosalía, que no sentía simpatía por la región, consigue la instalación definitiva en Galicia.
Su matrimonio no fue feliz. Pasaron problemas económicos, unido a la necesidad de mantener a seis hijos. Murió de cáncer en Iria Flavia, pero sus restos mortales fueron trasladados a Santiago de Compostela, adonde los acompañó una multitud, pues Rosalía era el alma de Galicia.
Obra
Aunque su obra escrita en prosa no fue prolífica, incluye cinco novelas, un cuento y algunos ensayos. Cabe destacar "La hija del mar" y "Flavio", ambas novelas feministas, y El caballero de las botas azules, de trasfondo filosófico y satírico, novela crítica de la capital española y la mala literatura. Es en la poesía la que otorga a Rosalía un lugar más importante en la literatura. Sus primeros libros, La flor (1857) y A mi madre (1863) poseen rasgos característicos del romanticismo, con versos esproncedianos. Sin embargo, sus tres obras más memorables son:
- Cantares gallegos: Esta obra fue desarrollada durante la estancia de Rosalía en Castilla, donde añora su tierra natal, Galicia. En Castilla se siente como exiliada ya que, según ella, allí se sentía poca estima por lo gallego. Cantares gallegos se trata de una obra de poemas sencillos, con ritmos y temas populares. Siente nostalgia por su tierra y anhela su regreso:

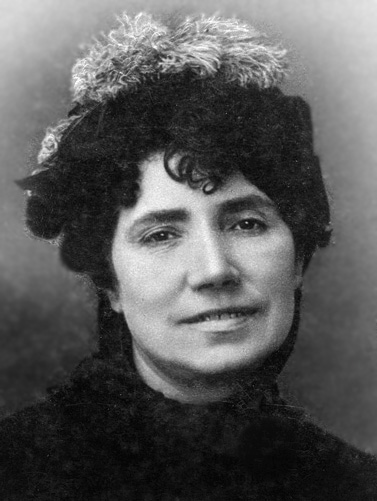
Rosalía de Castro.

Airiños, airiños aires,
airiños da miña terra;
airiños, airiños aires,
airiños, levaime a ela.

También se desahoga de Castilla, que consideraba explotadora de los pobres segadores gallegos:

Premita Dios, castellanos,
castellanos que aborrezco,
qu'antes os gallegos morran
qu'ir a pedirvos sustento.

- Follas novas : En el prólogo de esta obra, Rosalía explica que su libro es fruto del dolor y del desengaño. No es la Galicia física la que ansía y canta en estos poemas, sino su propio sufrimiento y el de sus paisanos. También recurre al ubi sunt, donde expresa su lamento y queja por sentirse despojada de la felicidad y las ilusiones pasadas:

Aquelas risas sin fin,
aquel brincar sin dolor,
aquela louca alegría,
¿por qué acabóu?

- En las orillas del Sar: Para la mayoría de la crítica, esta es la obra cumbre de la poesía de Rosalía. La única de las tres citadas escrita en castellano. En su época fue poco valorada fuera de las tierras gallegas, no obstante, la Generación del 98 rescató sus poemas. En Las orillas del Sar hace confesiones de su intimidad, del amor y del dolor, las injusticias humanas, la fe, la muerte, la eternidad, etc.

### Gaspar Núñez de Arce
Gaspar Núñez de Arce (Valladolid, 1834-Madrid 1903) también fue gobernador civil y diputado, además de ministro. Escribió la obra teatral El haz de leña, cuya trama está ambientada en la misteriosa muerte del príncipe don Carlos, hijo de Felipe II. Sus labores poéticos más destacados son La última lamentación de lord Byron, un largo soliloquio sobre las miserias del mundo, la existencia de un ser superior y omnipotente, la política, etc., en La visión de Fray Martín Núñez de Arce presenta a Martín Lutero contemplando desde una roca las naciones que han de seguirle.

## Poetas antirrománticos
Estos poetas también pueden estar adscritos en el Realismo, dado el ocaso del movimiento romántico y su postura en contra del mismo.

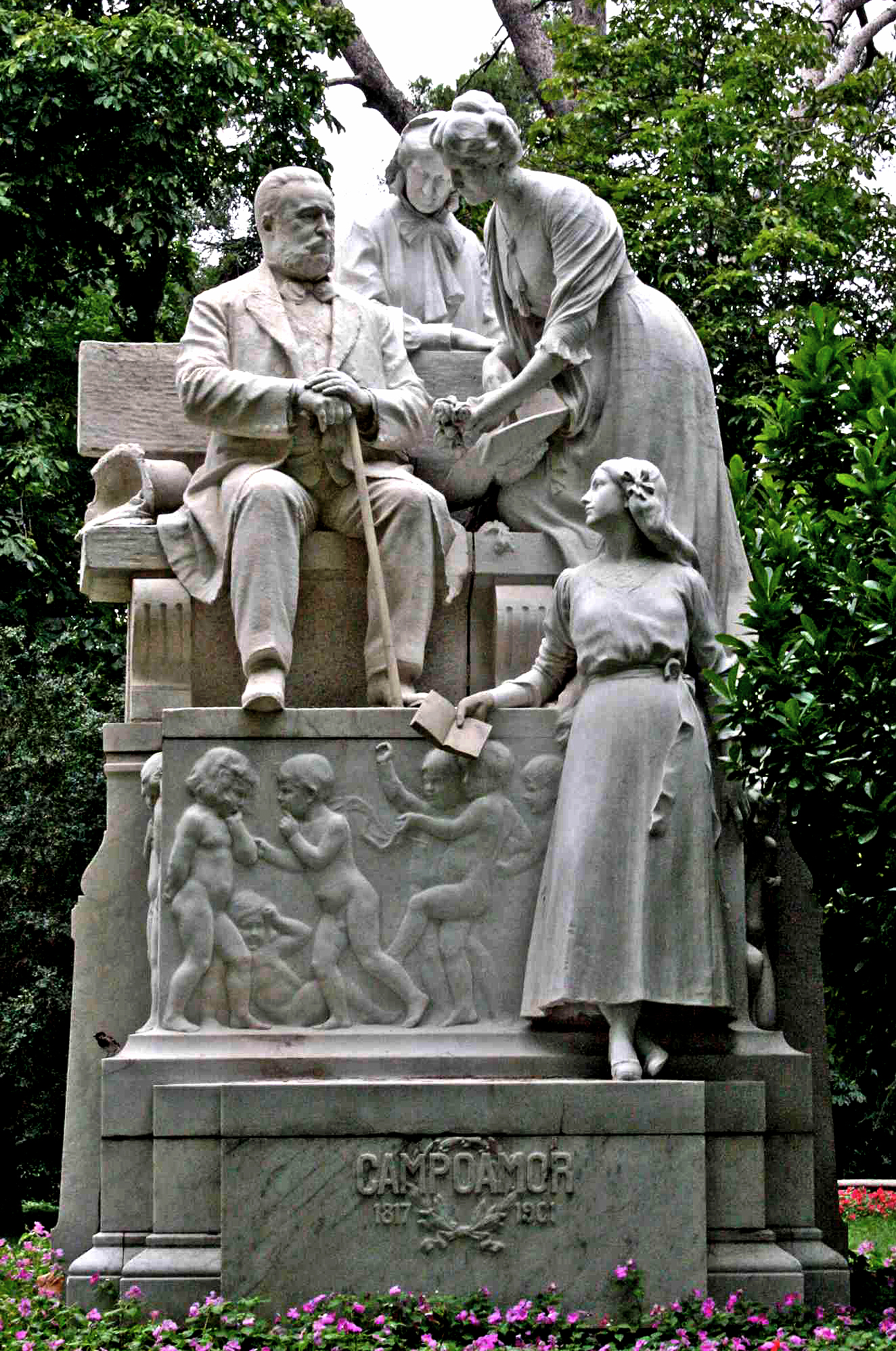
Estatua de Ramón de Campoamor en el parque del Retiro.